# Alicja Omięcka
Alicja Urszula Omięcka z domu Kisiak (ur. 13 stycznia 1967 w Lublinie) – polska specjalistka zarządzania jakością i urzędniczka państwowa. W latach 2016–2018 dyrektor generalna w Ministerstwie Sportu i Turystyki, w latach 2018–2019 prezes spółki Skarbu Państwa PL.2012+, operatora Stadionu Narodowego im. Kazimierza Górskiego w Warszawie, w 2020 prezes zarządu spółki Energa CUW, od grudnia 2020 r. do maja 2022 r. wiceprezes Kolei Śląskich.

## Życiorys
Ukończyła na Uniwersytecie Warszawskim i Uniwersytecie Śląskim studia z zakresu prawa i administracji, a także studia doktoranckie w zakresie prawa i podyplomowe w zakresie zarządzania. Studiowała także germanistykę na Uniwersytecie Szczecińskim i ukończyła Studium Turystyczne w Kołobrzegu. Zdobyła uprawnienia radcy prawnego i dosłużyła się stopnia urzędnika mianowanego służby cywilnej III stopnia. Prowadziła wykłady i szkolenia z zakresu prawa administracyjnego, postępowania administracyjnego i postępowania egzekucyjnego w administracji.
Pracowała jako przewodniczka wycieczek niemieckojęzycznych. Przez 10 lat piastowała stanowisko kierownicze w administracji publicznej, odpowiadając za zarządzanie jakością. Kierowała działem prawnym w Wojewódzkim Inspektoracie Transportu Drogowego w Katowicach. 25 stycznia 2016 powołana na stanowisko dyrektora generalnego w Ministerstwie Sportu i Turystyki. W 2018 przestała pełnić tę funkcję. Od 2018 do 2 grudnia 2019 pełniła funkcję Prezesa Zarządu spółki PL.2012+ będącej operatorem stadionu PGE Narodowy w Warszawie. Zdymisjonowana przez premiera Mateusza Morawieckiego pełniącego obowiązki ministra sportu za niewłaściwy stan murawy podczas ostatniego meczu grupowego eliminacji Mistrzostw Europy reprezentacji narodowej. W grudniu 2020 r. została wiceprezesem Kolei Śląskich. W maju 2022 r. została odwołana z tej funkcji.